# Leopoldo Abadía
Leopoldo Abadía (Saragoça, 1933) é um professor e escritor espanhol. 

## História
Foi professor da Escola de Negócios de Navarra (IESE) durante mais de 35 anos, onde leccionou a disciplina de Política da Empresa, embora a sua formação de base seja a Engenharia Industrial, àrea em que se doutorou. Foi ainda docente na Harvard Business School. 
Na vida empresarial, fundou o grupo Sonnenfeld, com actividade dedicada à assessoria e optimização dos recursos das empresas.
É pai de 12 filhos e avô de 36 netos. Afirma que, devido à elevada despesa familiar, esteve sempre em crise, “desde 1958, data de nascimento da minha primeira filha, até 2004, data em que o meu último filho concluiu a universidade”.
Em 2005, começou a elaborar um dicionário de vocábulos recortando termos económicos que apareciam nos jornais e colando-os num diário pessoal. Segundo reconhece, este trabalho “foi feito sem nenhum critério, mas permitiu-me aprender muito”. Actualmente, continua este labor no seu blog.
Num domingo de Janeiro de 2008, Leopoldo Abadía escreveu um artigo e distribuiu-o por correio electrónico. Ao fim de uns dias, “A Crise Ninja” era já um êxito na Web. 
Abadía não imaginaria que a sua explicação sobre a crise financeira iria propagar-se como pólvora através da Internet. Economistas, profesores, jornalistas, analistas financeiros iriam prestar-lhe homenagem pela clareza das suas palavras.
“Quando comecei a escrever a definição de crise, em vez de me estender por 4 ou 5 linhas, vi que tinha escrito 6 páginas. Decidi, então, enviar minhas reflexões a um amigo, sem assiná-las, para que ele me dissesse simplesmente o que achava. Ele gostou muito e enviou-as a outros três ou quatro amigos. Depois de 15 dias, recebi de volta o que havia escrito através de um outro amigo acompanhado de uma nota em que ele atribuía a um jovem jornalista a autoria do texto, o que me encheu de orgulho”.
A palavra Ninja, neste caso, é um acrónimo de No Incomes, No Jobs and Assets, que define os cidadãos americanos mais desfavorecidos (“sem salário, sem emprego nem activos” em tradução livre). Recorde-se que este segmento da população despoletou a crise financiera mundial, que teve início na crise do “subprime”, isto é, no mercado das hipotecas de alto risco americano.
Um dia, o artigo chegou ao seu filho Gonzalo, que o publicou num blog, o qual recebeu sete mil visitas rapidamente. A partir daí, a vida de Leopoldo Abadía mudou. Aconselhado por Gonzalo, pôs em funcionamento o seu próprio blog, que se tornou num sucesso instantâneo.
Mas foi com a obra “A crise Ninja e outros mistérios da economia actual” que se tornou uma celebridade em Espanha. Este livro tem sido amplamente referenciado, chegando a ter repercussão nas mais altas esferas do governo espanhol. O livro aborda de forma bem humorada temas como a crise financeira internacional ou o escândalo Madoff.
Os dados do sucesso falam por si mesmos: em apenas um ano, o seu blog acumula 2.200.000 visitas. O portal www.elconfidencial.com, um dos mais importantes da Espanha, publica semanalmente os seus artigos, que aparecem entre os mais lidos. Até o talk show nocturno de maior audiência na Espanha, Buenafuente, solicitou a sua colaboração regular. Abadía alterna a sua participação neste programa com aparições em Espejo Público, um dos matutinos mais importantes da televisão espanhola. Além disso, já concedeu mais de 400 entrevistas a diversos meios de comunicação.
Sem perder o sorriso, explica as causas e as implicações da crise, usando argumentos de uma simplicidade desarmante. Como ele mesmo afirma, a sua teoria baseia-se em entender, copiar e colar, embora reforce a importância dos valores tradicionais como a honradez e o trabalho.
Apesar de o seu trabalho se ter tornado conhecido a nível mundial, a través da Internet e das intervenções televisivas, Leopoldo Abadía continua a tentar tornar compreensível o incompreensível da economia.